# John Abbott House
John Abbott House je historický dům stojící na East King Street v Abbottstown, Adams County v Pensylvánii. Patřil zakladateli města. Jedná se o patrový dům ze dřeva, kamene a cihel. Skládá se z původního obydlí, které vzniklo asi v roce 1740, a bylo rozšířeno v letech 1830 až 1850. Obsahuje původní kamennou kuchyň a zdění. Jednopatrový dřevěný přístavek byl přidán mezi lety 1915 až 1930. Dům byl provozován jako hospoda v období 1750 až 1763.
V roce 1980 byl zařazen do National Register of Historic Places.